# Подялба на Македония
Разделянето на Македония на зони на влияние и по-късната Подялба на областта е геополитически план за разрешаването на македонския въпрос от страна на Сърбия, Гърция и България, осъществен в 1913 година. На концептуално противоположна страна стои идеята за Автономия за Македония.
Още в 1885 година Деспот Баджович издава „Искрена реч Србо-Македонцима“, в която твърди:
| „ | ...правилно би било Македония да се подели на три части. Тъй като северозападният дял на Македония е населен със славяни, които по народност са единствено сърби, южният дял на Македония е населен преобладаващо с гърци и принадлежи на гърците, а източната част на Македония е населена предимно със славяни, които по народност принадлежат към българите, или по-точно към българските славяни. Така в Македония имаме сърбомакедонци, българомакедонци и гъркомакедонци. | “ |

Правителството на Стефан Стамболов предприема политика на приятелство с Османската империя, на базата на която да постигне мирни реформи в Македония и Одринско. През 1889 година той отклонява предложение на сръбския министър-председател Никола Пашич за подялба на Македония, а през 1891 година гръцко предложение за антиосманска коалиция със същата цел. Междувременно, след като Фердинанд I става княз на България, се договоря подялба на Македония на две зони на влияние с Австро-Унгария, като най-западните части на областта се предвижда да преминат към империята, а останалото към България. На 19 февруари 1897 година в София е подписана тайна спогодба между правителството на Константин Стоилов и представители на Сърбия, в която е отхвърлена идеята за поделяне на Македония на сфери на влияние. Предвижда се България и Сърбия да не си пречат, а да работят съвместно за постигане на националните, религиозните и училищните въпроси в областта. Същата година Сърбия поставя въпроса за назначаване на архимандрит Фирмилиан Скопски за патриаршески митрополит в Скопие. Българското правителството на Стоян Данев подкрепя назначението на Фармилиан през май 1902 година срещу обещаната от Русия помощ за получаване на външен финансов заем и за подписване на двустранна военна конвенция между двете държави. След 1903 година българските правителства изоставят временно тази идея, но тя заляга в основата на печално известния Българо-сръбски договор (1912).